# 都會旅客捷運系統
都會旅客捷運系統（英語：Metromover）是美国佛罗里达州迈阿密-戴德县的旅客捷運系統，由当地的公共交通局迈阿密-戴德运输 负责营运并提供免费服务，主要服务于迈阿密市中心、布里克尔、公园西区及艺术及娱乐区等社区。该系统与迈阿密地铁（Metrorail）在政府中心站和布里克尔站直接换乘，同时通过政府中心站和阿德里安娜·阿什特中心站的循环巴士线与迈阿密都会巴士（Metrobus）衔接。
都會旅客捷運系統的主要功能是为迈阿密市中心社区提供便捷的短途交通服务。该系统覆盖了市中心、奥姆尼和布里克尔等多个核心区域，方便乘客前往政府机构、商业中心、文化场所和娱乐设施。沿线的重要目的地包括海湾市场、迈阿密戴德学院、詹姆斯·奈特中心、戴德县学校委员会、斯蒂芬·克拉克政府中心、布里克尔金融区、卡西亚中心以及阿德里安·阿什特表演艺术中心等。
都會旅客捷運系統的首段路线——市中心/内环线（Downtown/Inner Loop）于1986年4月17日正式通车。此后，为满足日益增长的交通需求，迈阿密-戴德县于1994年5月26日对该系统进行扩建，新增了奥姆尼环线（Omni Loop）和布里克尔环线（Brickell Loop）。这两条延伸线进一步提升了系统的覆盖范围，使其成为连接迈阿密市中心核心区域的重要交通网络。都會旅客捷運系統由三条环线和21个车站组成，站间距约为两个街区。截至2024年，该系统年客运量达724.65万人次，2025年第一季度的日均客流量约为2.18万人次。在美国同时期建造的三个市中心旅客捷运系统中（另外两个为杰克逊维尔旅客自动输送系统和底特律旅客自动输送系统），迈阿密都會旅客捷運系統的客流量遥遥领先，同时也是三者之中唯一完全建成的系统，该系统的成功营运被视为推动迈阿密市中心发展的重要催化剂。
2021年5月4日，迈阿密戴德县委员会通过决议，由美国庞巴迪运输公司承包都會旅客捷運系統的翻新工程，这项耗资1.53亿美元的升级工程旨在提高系统的可靠性和营运效率。改造工程于2022年启动，预计将于2026年完成。

路線圖

## 外部連結
- 维基共享资源上的相關多媒體資源：都會旅客捷運系統
- Metromover （页面存档备份，存于） on Miami-Dade County's official website